# مارک نوبل
مارک نوبل (انگلیسی: Mark Noble؛ زادهٔ ۸ مهٔ ۱۹۸۷) یک بازیکن فوتبال اهل بریتانیا است.

## نگارخانه

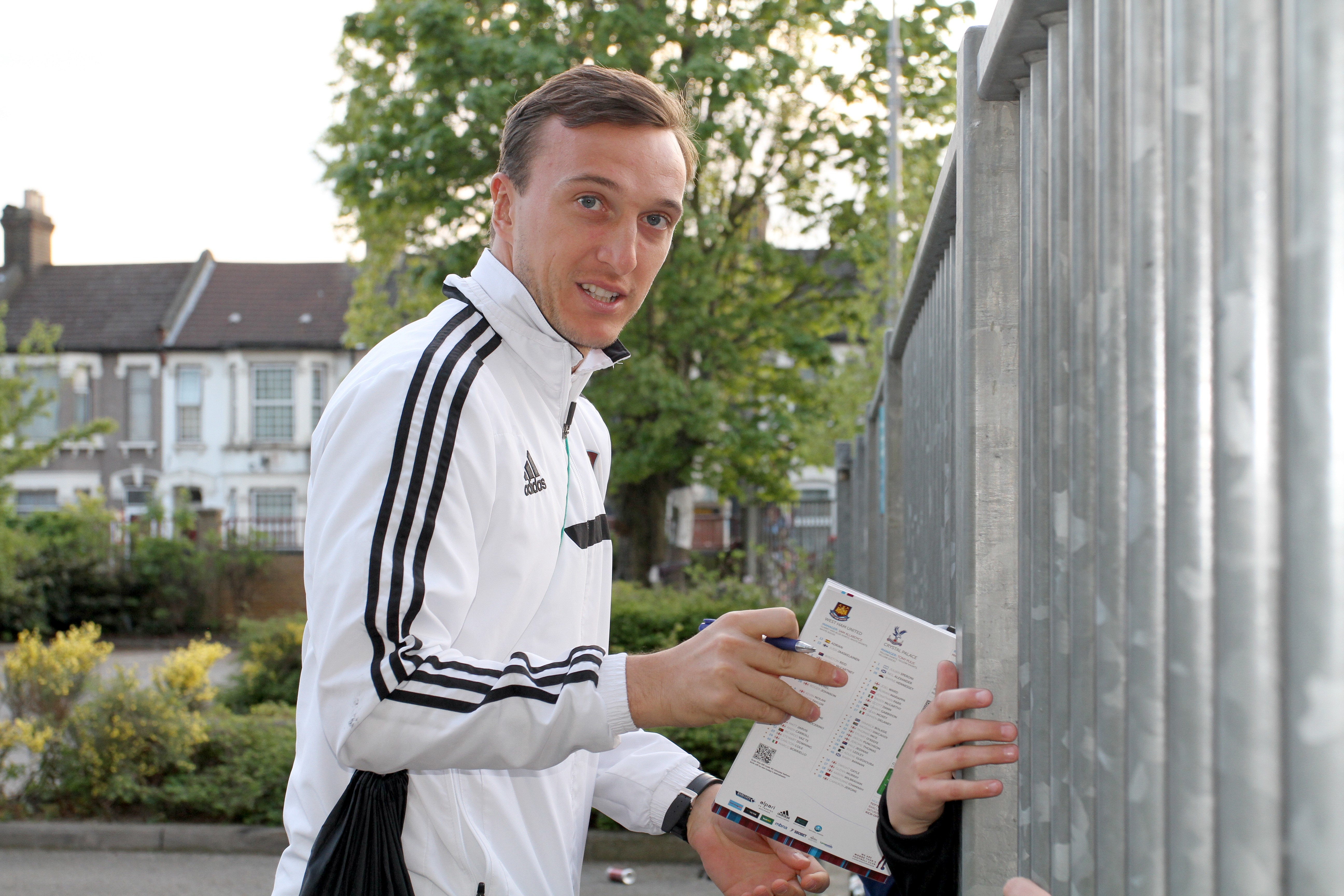
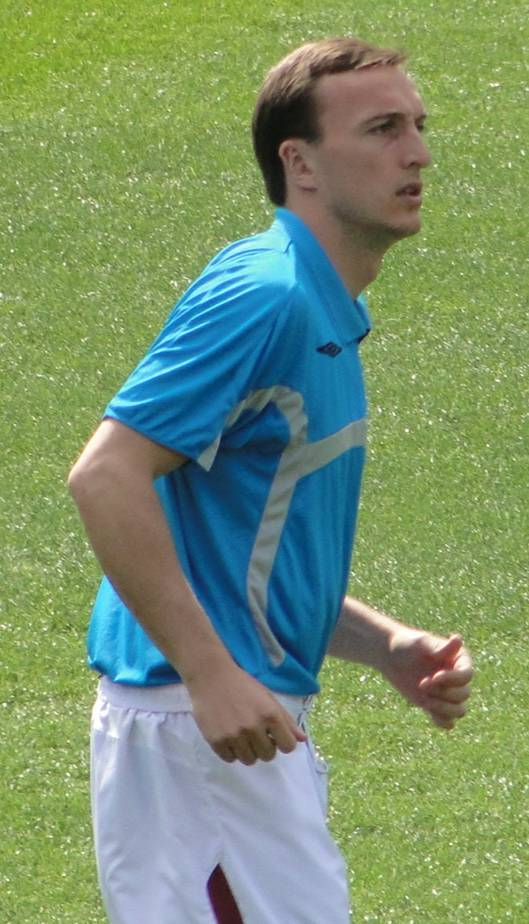